# Ryunosuke Noda
Ryunosuke Noda (野田 隆之介?, Noda Ryunosuke; Fukuoka, 28 settembre 1988) è un ex calciatore giapponese, di ruolo attaccante.

## Palmarès

### Club

#### Competizioni nazionali
- J2 League: 1

Shonan Bellmare: 2017
- Coppa J. League: 1

Shonan Bellmare: 2018